# ハーメルン (小説投稿サイト)
ハーメルン（正式名称：ハーメルン-SS・小説投稿サイト-）は、個人運営により提供される小説投稿サイト。

## 概要
2012年7月20日、二次創作小説専門投稿サイト「にじファン」のサービス終了に伴い、作品の移転先の一つとして2ch有志によって設立された個人運営のWeb小説投稿サイト。
母体が二次創作小説専門の投稿サイトであるため二次創作の投稿がメインだが、一次創作（オリジナル）も投稿されている。
2022年11月末時点での投稿作品数は約11万作、ユーザー登録者数は約35万人と、「小説家になろう」に次ぐ規模を誇る。

## 沿革
- 2012年
  - 7月4日：「にじファン」のサービス終了が告知。
  - 7月15日：Web小説投稿サイト「ハーメルン」設立。
  - 7月20日：「にじファン」のサービス終了。
  - 8月5日：HTML化。
  - 8月13日：ランキング機能の追加[3]。
  - 8月14日：アクセス解析機能の追加[4]。
  - 10月17日：携帯版サイト開設[5]。
- 2013年
  - 5月17日：パソコン版に挿絵機能追加[6]。
- 2020年
  - 1月16日：VOICEROIDを使用した読み上げ機能の追加[7]。
  - 6月9日：自作フォント機能の追加[8]。
- 2024年
  - 6月17日：外部からのDDoS攻撃を受けた事を公表。6月16日の午後5時17分から17日の午前1時頃にかけて、同攻撃によりサイトを閲覧不能となる障害が発生した為、海外の一部地域からのアクセスを遮断した上で17日未明に仮復旧（競合サイトであるカクヨム・小説家になろうも16日に同様の障害が発生している）[9]。

## 主な機能
出典：
- 小説の閲覧（登録不要）
  - 読み上げ機能

- 小説の評価（登録必要・作者の設定に依存）
- 小説の投稿（登録必要）
  - 自作フォント機能
  - 字寄せ機能
  - 挿絵機能

## 映像化作品

### アニメ化
| 作品                                         | 放送年 | アニメーション制作 | 備考 |
| -------------------------------------------- | ------ | ------------------ | ---- |
| 魔王様、リトライ!                            | 2019年 | EKACHI EPILKA      |      |
| VTuberなんだが配信切り忘れたら伝説になってた | 2024年 | ティー・エヌ・ケー |      |